# صبي الصويا

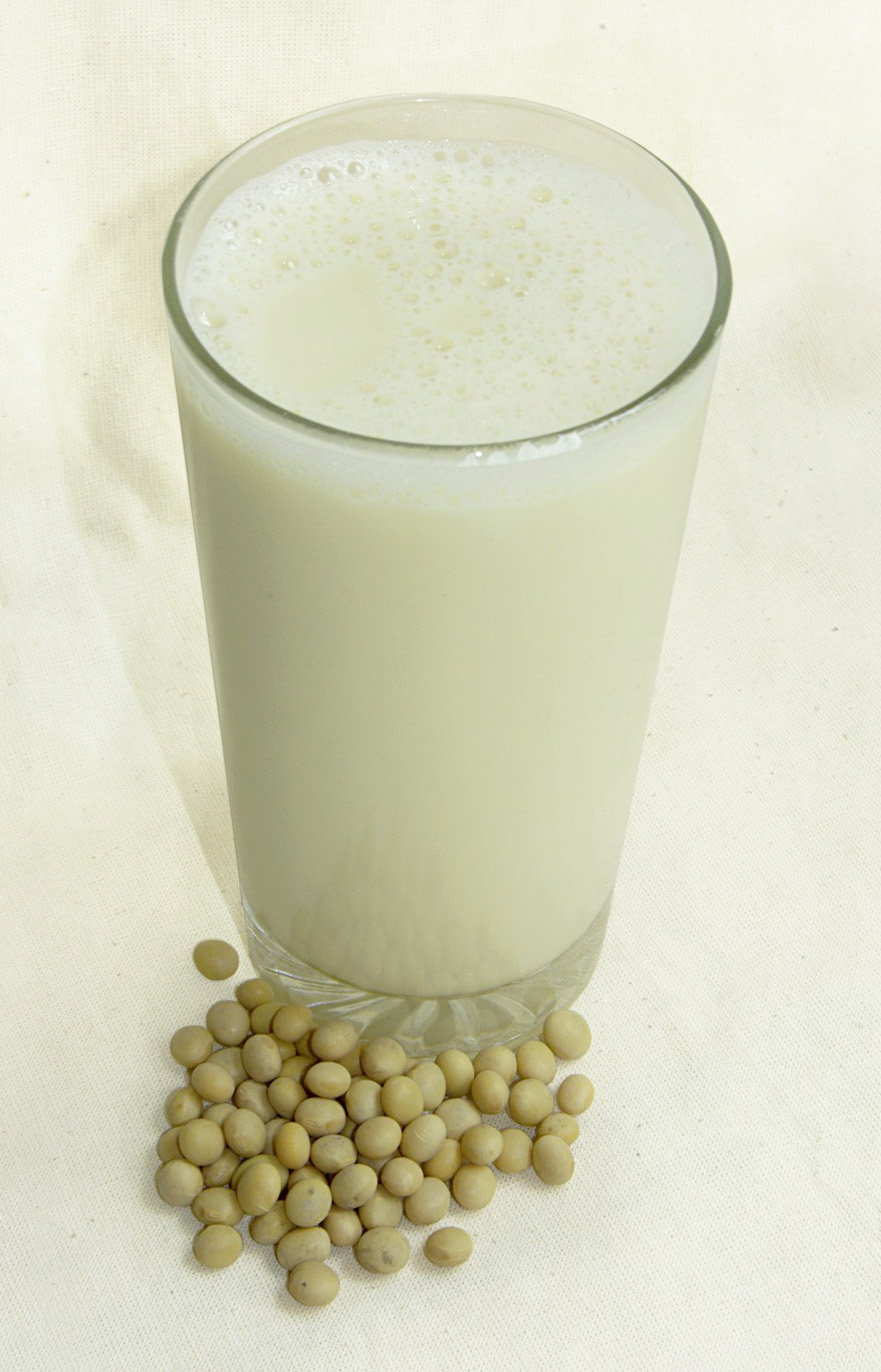
حليب صويا.

صبي الصويا هو مصطلح ازدرائي غالبًا ما يستخدم في المجتمعات عبر الإنترنت لوصف الرجال الذين يفتقرون إلى الخصائص الذكورية. المصطلح يحمل العديد من أوجه التشابه وقد تمت مقارنته بالمصطلحين العاميين cuck (مشتقة من cuckold (بالعربية: ديوث)) و low-T (low testosterone (بالعربية: منخفض التستوستيرون)) - وهما مصطلحان آخران يستخدمان بشكل شائع كإهانة للذكور ذو الخصائص الأنثوية من قبل المجتمعات عبر الإنترنت.
يعتمد المصطلح على وجود هرمون الاستروجين النباتي الموجود في فول الصويا، مما أدى بالبعض إلى استنتاج مضلل أن منتجات الصويا تؤنث الرجال الذين يستهلكونها.